# Lothe
Lothe ist einer der Ortsteile von Schieder-Schwalenberg und trägt aufgrund der zahlreichen alten Bauernhöfe auch den Beinamen „Dorf der schönen Torbögen“.

## Lage
Das Dorf Lothe liegt im Südosten des Kreises Lippe (Nordrhein-Westfalen) und ist über die Landesstraße 827 mit Steinheim und Schwalenberg verbunden. In Lothe mündet die „Becke“, ein Bach der das Dorf durchfließt, in die Niese.

## Geschichte
1497 wurde Lothe erstmals schriftlich erwähnt.
1820 wurden aufgrund mangelnden Platzes auf dem Schwalenberger Kirchhof, der bis dahin als Friedhof für die umliegenden Dörfer diente, Friedhöfe in Lothe sowie im Nachbarort Brakelsiek angelegt. Der Friedhof in Lothe wurde 1897 noch einmal erweitert.
Im Ersten Weltkrieg starben 38 Einwohner, während im Zweiten Weltkrieg 66 Einwohner Lothes fielen beziehungsweise vermisst wurden.
Lothe wurde am 1. Januar 1970 in die Stadt Schieder-Schwalenberg eingemeindet.
Ein sportlicher Höhepunkt war der Auftritt des FC Schalke 04 anlässlich des 75-jährigen Bestehens des örtlichen Sportvereins TSV Lothe 04. Die Schalker konnten das Freundschaftsspiel klar mit 10:0 für sich entscheiden. Ein kultureller Höhepunkt war der Auftritt der Band Die Toten Hosen 1984 im Jugendkeller Lothe. Als Gage erhielt die Band 300 DM sowie ein gefordertes Fußballspiel vor dem Auftriit gegen die Veranstalter, eine Clique von Jugendlichen aus dem Raum Steinheim.
Im Jahr 1988 erlangte das Dorf beim damaligen Wettbewerb „Unser Dorf soll schöner werden“ auf Kreisebene den Titel Golddorf sowie 1991 auf Landesebene den Bronzerang.

### Einwohnerentwicklung
| Jahr | Einwohnerzahl |
| ---- | ------------- |
| 1618 | 120           |
| 1687 | 168           |
| 1776 | 306           |
| 1828 | 512           |
| 1852 | 531           |
| 1961 | 1065          |
| 1969 | 1241          |
| 2007 | 1272          |

## Gebäude
Das Wasserhäuschen mit angrenzendem Wasserschutzgebiet war bis in die 1970er Jahre in Betrieb und hat die Bürger Lothes mit Wasser versorgt. Nach seiner Stilllegung begann der NABU im Jahr 2005 eine Umgestaltung: Der angrenzende Fichtenwald wurde gerodet, um ein aus einigen kleinen Teichen und verschiedenen Pflanzen bestehendes Biotop anzulegen. Vor dem Wasserhäuschen wurden ein Spielplatz und eine Plattform zur Beobachtung des Biotops angelegt.
Lothe hat zwei ehemalige Schulen. Während die ältere jetzt als Wohnhaus dient, erhielt die zweite nach ihrer Schließung verschiedene Funktionen: Zum einen gab es den durch den Jugendkreis Lothe e. V. organisierten Jugendraum und eine Altentagesstätte. 1994 eröffnete der Kindergarten in dem Gebäude. Im Jahr 2010 begannen umfangreiche Umbau- und Sanierungsarbeiten, die sowohl den Kindergarten erweiterten, aber auch die Räume im Keller zu einem Dorfgemeinschaftshaus vereinten.
Die angrenzende Sporthalle und der Sportplatz werden unter anderem vom TSV Lothe 04 e. V. und dem Cherusker Rugby Club Lothe genutzt.
Des Weiteren gibt es einen Grillplatz mit angrenzender Grillhütte, der durch den Heimat- und Verkehrsverein Lothe e. V. verwaltet wird.
Außerdem hat Lothe einen Schießstand, auf dem der Schießsportverein Lothe wöchentlich Übungen abhält.

## Regelmäßige Veranstaltungen
In Lothe findet im jährlichen Wechsel mit Brakelsiek am Pfingstwochenende ein Schützenfest statt. Das Schützenfest wird von der Schützengesellschaft Lothe ausgerichtet, die auch eine Jugendabteilung haben, die Jungschützen. Auch im Zwei-Jahres-Rhythmus finden ein Weihnachtsmarkt und eine, durch den Rasse-Geflügel-Zuchtverein Lothe veranstaltete, Geflügelausstellung statt. Des Weiteren veranstaltet der Kindergarten in Lothe jedes Jahr einen Laternenumzug und das Aufstellen eines Maibaums.

## Wirtschaft
Die Vinsebecker Möbelfirma Wakumöbel expandierte in den 1970er Jahren nach Lothe und errichtete eigene Produktionshallen. Nach der Insolvenz der Firma im Jahr 2002 werden die Hallen als Lagerfläche für andere Firmen genutzt. Außerdem gibt es in Lothe neben einem Einzelhandelsbetrieb auch zwei Gaststätten und verschiedene Handwerksunternehmen sowie die Unterniesemühle, die nicht mehr in Betrieb ist. Ein weiterer wichtiger Wirtschaftszweig ist die Agrarwirtschaft. Außerdem wurde Anfang 2011 eine großflächige Photovoltaikanlage im Lother Industriegebiet errichtet, die etwa eine Megawattstunde Leistung liefert.